# Maurits de Baar
Maurits de Baar (nascut el 8 d'octubre de 1997) és un futbolista neerlandès que juga com a davanter a l'Sparta Nijkerk a la Derde Divisie holandesa.

## Carrera de club
Va fer el seu debut professional a l'Eerste Divisie amb el RKC Waalwijk el 8 d'agost de 2016 en un partit contra l'SC Telstar.
L'11 de gener de 2019, de Baar va deixar l'FC Lienden per fitxar per l'USV Hercules. Després de sis mesos a Hèrcules, es va traslladar a l'Sparta Nijkerk a la Derde Divisie.